# SN 2012at
SN 2012at – supernowa typu Ic, odkryta 6 lutego 2012 roku w galaktyce M-06-11-07. W momencie odkrycia, miała maksymalną jasność 17,7m.